# Carlos Pérez Ochoa
Carlos Anderson Pérez Ochoa (Florencia, 15 giugno 1995) è un calciatore colombiano, difensore dell'Eastern.

## Carriera

### Club
Cresciuto nelle giovanili del Fortaleza FC, nel 2015 esordisce tra i professionisti nella seconda divisione colombiana e l'anno successivo in prima divisione. Nel 2018 passa all'Alianza Petrolera, giocandovi da titolare fino al 2022.
Nel febbraio del 2023 si trasferisce in Europa, firmando per la formazione armena dell'Ararat-Armenia.